# États-Unis continentaux

Cette carte montre les États-Unis continentaux en bleu. L'Alaska est séparé des États-Unis contigus par le Canada.

Les États-Unis continentaux (en anglais Continental United States) sont la zone des États-Unis d'Amérique située sur le continent nord-américain. Elle comprend 49 des 50 États (dont 48 sont situés au sud du Canada et au nord du Mexique, connus sous le nom de "lower 48 states", l'autre étant l'Alaska) et le district de Columbia, qui contient la capitale fédérale, Washington, D.C. Le seul État qui n'en fait pas partie est Hawaï (car ce sont des îles de l'océan Pacifique qui ne font pas partie de l'Amérique du Nord).
"Le 14 mai 1959, l' U.S. Board on Geographic Names a publié les définitions suivantes, basées en partie sur la référence du projet de loi omnibus sur l'Alaska, qui définissait les États-Unis continentaux comme "les 49 États du continent nord-américain et le district de Columbia...". Le Board a réaffirmé ces définitions le 13 mai 1999."
Toutefois, même avant que l'Alaska ne devienne un État, il était inclus à juste titre dans la partie continentale des États-Unis en raison de son statut de territoire incorporé.
De même, le terme "États-Unis continentaux" désigne tout État américain situé sur la masse continentale de l'Amérique du Nord, ce qui exclut Hawaï, les zones insulaires au large et les îles adjacentes proches telles que les îles Aléoutiennes (Alaska), les îles San Juan (Washington) et les îles Channel (Californie).
Certaines sources confondent à tort les États-Unis continentaux avec les États-Unis contigus (qui se composent simplement des 48 États inférieurs et du district de Columbia). Les États-Unis contigus (également connus sous le nom de Contiguous United States) ne comprennent pas l'Alaska, Hawaï ou tout autre territoire sous le contrôle des États-Unis.